# Au cœur de la tempête (téléfilm, 2008)
Pour les articles homonymes, voir Au cœur de la tempête et La Tempête.
Au cœur de la tempête (Storm Cell) est un téléfilm américano-canadien réalisé par Steven R. Monroe et diffusé le 26 avril 2008 sur Lifetime.

## Synopsis
April Saunders est professeur d'université, spécialisée dans la météorologie. Peu de temps après que le lycée de sa fille Dana ait été touché par une tornade, April se rend avec elle à Seattle pour rendre visite à son frère et à la femme de celui-ci. Une tempête d'une violence inhabituelle touche alors la région. Dana rencontre un étudiant à la mauvaise réputation, tandis que pour April, le passé refait surface : les circonstances lui rappellent la mort de ses parents, tués par une tornade, et provoquent ses retrouvailles avec Travis Jones, météorologue pour une chaîne de télévision, son petit ami quand ils étaient étudiants.

## Fiche technique
- Titre original : Storm Cell
- Titre français : Au cœur de la tempête
- Réalisation : Steven R. Monroe (en)
- Scénario : Graham Ludlow (en), d'après une histoire de Michael Konyves (en)
- Durée : 90 minutes
- Pays :  États-Unis,  Canada

## Distribution
- Mimi Rogers : April
- Robert Moloney (en) : Sean
- Andrew Airlie : Travis
- Ryan Kennedy : Ryan
- Elyse Levesque : Dana
- Michael Ironside : James
- Kristy Dinsmore : April jeune
- Ryan Grantham : Sean jeune
- Matt Anderson : Lew
- Tracy Trueman : Molly
- Leanne Adachi : Professeur de théâtre
- Shawn Reis : Militaire
- Roger Haskett : Mike
- Jacqueline Steuart : Ellen
- Alex Zahara : Joe
- Mike Antonakos : Producteur
- Conor Fanning : Greg
- Sean Campbell : Officier de police
- Nicholas Elia : Jeune garçon
- Brett Delaney : Pilote d'hélicoptère
- Sal Sortino : Homme combattant la tempête
- Leah Wagner : Mère morte